# Bresslauius
Genre
Synonymes
- Pinocchio Mello-Leitão, 1940
- Friburguesia Soares, 1946

Bresslauius est un genre d'opilions laniatores de la famille des Cryptogeobiidae.

## Distribution
Les espèces de ce genre sont endémiques de l'État de Rio de Janeiro au Brésil.

## Liste des espèces
Selon World Catalogue of Opiliones (13/08/2021) :
- Bresslauius debilis (Mello-Leitão, 1940)
- Bresslauius hirsutus Mello-Leitão, 1935

## Publication originale
- Mello-Leitão, 1935 : « Dois gêneros e quatro espécies de Pachylinae. » Annaes da Academia Brasileira de Sciencias, vol. 7, no 1, p. 5–8.